# Dicranomyia ochricapilla
Dicranomyia ochricapilla là một loài ruồi trong họ Limoniidae. Chúng phân bố ở miền Australasia.